# إيان أورانجا
إيان أورانجا (بالإسبانية: Ian Uranga)‏ (22 يونيو 1987 بدورانغو في إسبانيا - ) هو لاعب كرة قدم إسباني في مركز الدفاع. لعب مع أريناس غوتكسو وديبورتيفو ألافيس وريال يونيون ونادي باراكالدو وSD Lemona ‏ وديبورتيفو ألافيس ب.

## روابط خارجية
- إيان أورانجا على موقع قاعدة بيانات كرة القدم.إي يو (الإنجليزية)
- إيان أورانجا على موقع بيانات كرة القدم. دي إي (الألمانية)
- إيان أورانجا على موقع Soccerway.com (الإنجليزية)
- إيان أورانجا على موقع عالم كرة القدم.نت (الإنجليزية)